# Lars Piehl
Lars Erik Piehl, född 8 maj 1924 i Katarina församling i Stockholm, död 23 maj 2013 i Oscars församling i Stockholm, var en svensk bankdirektör.
Piehl tog studentexamen 1945 och examen vid Göteborgs Handelsinstitut 1948. Han var anställd inom Svenska Handelsbanken 1944–1969. Åren 1970–1974 var han postbankschef och därefter vice verkställande direktör vid PKbanken 1974–1984.
Han var ordförande för VISA International 1982–1987 och verkställande direktör för VISA Sweden 1988–1991. Han var också ordförande för VISA International Europé/Mideast/Africa region 1982–1993.
Lars Piehl var son till civilingenjören Carl-Gustaf Piehl och Anna, ogift Ameln. Han gifte sig 1949 med Doris Gille (född 1926), dotter till köpmannen Atle Gille och Ragnhild, ogift Bentzén.